# 波士頓通訊
《波士頓通訊》（英語：Free Chinese Monthly），是中國國民黨中央海工會在美國發行之雜誌。自1971年至1990年止，共發行209期。《波士頓通訊》透過中華青年聯誼會(The Free Chinese Association)發行，關中、馬英九、趙少康、丁守中、蔡正元等人都曾藉著在此寫稿。

## 逸事
美麗島事件發生時，該雜誌抨擊美麗島事件受刑人，將美麗島事件形容為「醜劇」、「逆流」。
前中华民国总统馬英九曾任《波士頓通訊》主編和主筆五年，以叶武台等筆名撰文批判中共、台獨及海外左派，總計寫了十餘萬字。

## 外部連結
- 政治大學圖書館政治與社會發展海外史料資料庫-波士頓通訊 （页面存档备份，存于）